# Distinguished Intelligence Cross
L'honorable croix du renseignement (Distinguished Intelligence Cross) est la plus haute distinction décernée par la Central Intelligence Agency à ses employés. Elle est donc l'équivalent des National Intelligence Cross, Navy Cross, Distinguished Service Cross, Air Force Cross, décernées respectivement pour la communauté du renseignement ; la marine et le corps des Marines ; l'armée de terre et l'armée de l'air des États-Unis d'Amérique. On ne peut la comparer à la Medal of honor car celle-ci est décernée par le Président des États-Unis d'Amérique au nom du Congrès quand la Croix n'est décernée que par le Directeur de la CIA.
La Croix est accordée « pour un ou des actes d'un héroïsme extraordinaire impliquant l'acceptation des dangers existants avec une force morale manifeste et un courage exemplaire » («a voluntary act or acts of extraordinary heroism involving the acceptance of existing dangers with conspicuous fortitude and exemplary courage»). Seules quelques dizaines de personnes en sont récipiendaires, ce qui en fait l'une des plus rares distinctions pour courage des États-Unis d'Amérique. La CIA dispose d'une autre récompense attribuée pour acte de courage et équivalente à la Silver Star : l'Intelligence Star.

## Récipiendaires connus
- Leo F. Baker, à titre posthume le 23 octobre 1973 pour l'invasion de la Baie des cochons [2].
- William F. Buckley[3]
- Thomas "Peter" Ray, à titre posthume pour l'invasion de la Baie des cochons[4]
- John T. Downey et Richard Fecteau pour 20 années de détention passées en Chine [5].
- Gary Schroen[6]

## Source de la traduction
- (en) Cet article est partiellement ou en totalité issu de l’article de Wikipédia en anglais intitulé « Distinguished Intelligence Cross » (voir la liste des auteurs).